# Грин Баффалоз
«Грин Баффалоз» (англ. Green Buffaloes Football Club) — замбийский футбольный клуб из Лусаки, известный ранее под названием «Замбия Арми» (Zambia Army). Выступает в Премьер-лиге Замбии. Домашние матчи проводит на стадионе «Индепенденс Стэйдиум», вмещающем 50 000 зрителей.

## История
«Грин Баффалоз» является самым титулованным столичным клубом Замбии и одним из сильнейших замбийских клубов за всю историю. Лучшие годы команды пришлись на 70-е и 80-е годы XX века, когда был собран урожай из шести побед в первенстве Замбии, а также пять Кубков Вызова. 90-е годы прошли для клуба со знаком «минус» — команда выпала из обоймы ведущих клубов Замбии, и большую часть времени провела вне Премьер-лиги Замбии. С началом XXI века «Грин Баффалоз» вернул себе утраченные было за прошедшее десятилетие позиции и в настоящий момент является одним из лидеров клубного футбола Замбии: победа в Кубке Замбии в 2005 году, «бронза» Чемпионата Замбии в 2002 и 2008 годах, а также «серебро» в сезонах 2003, 2004, 2006 и 2007.

## Достижения

### Местные
- Победитель Премьер-лиги — 6 (1973, 1974 (как «Замбия Арми»), 1975, 1977, 1979, 1981)
- Обладатель Кубка Замбии — 1 (2005)
- Обладатель Кубка Вызова — 5 (1975, 1977, 1979, 1981, 1985)